# 파프니르가 말하기를

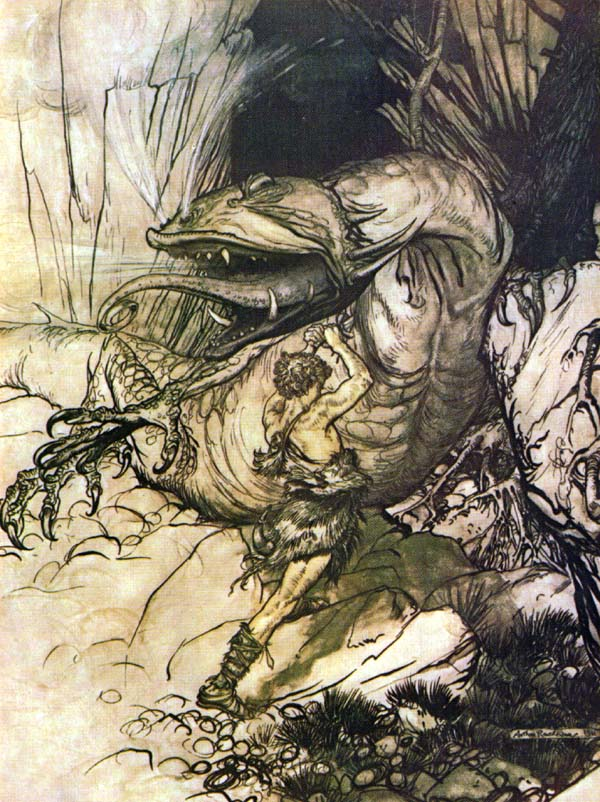
파프니르의 심장에 칼을 꽂는 시구르드. 아서 래컴 그림.

〈파프니르가 말하기를〉(고대 노르드어: Fáfnismál 파프니스말)은 왕의 서 필사본에서 찾을 수 있는 고 에다이다. 이 시는 필사본에는 제목이 명시되어 있지 않으며, 〈레긴이 말하기를〉과 〈시그르드리파가 말하기를〉 사이에 존재한다. 근대의 작가들이 이 시를 별도의 작품으로 받아들이고, 편의를 위해 제목을 붙인 것이다.

## 서사시 줄거리
〈파프니르가 말하기를〉은 레긴이 시구르드에게 황금의 재보를 지키는 드래곤 파프니르를 죽이라고 부추기는 장면으로 시작한다. 시구르드는 파프니르의 은신처 근처의 구덩이 속에 숨어 있다가 튀어나와 파프니르의 심장에 칼을 박아넣는다. 치명상을 입은 파프니르는 시구르드와 수수께끼 같은 대화를 나눈다. 시구르드는 죽을 정도로 상처입은 이가 자신의 살해자를 이름으로 저주할 수 있다는 믿음 때문에 자기 이름을 밝히지 않는다. 파프니르는 신들의 지혜에 대한 시구르드의 질문에 대답해 주고, 죽기 전에 자신의 황금의 재보는 저주받아 있으며 더 나아가 레긴이 시구르드를 배신할 것이라고 경고한다.
파프니르가 죽고 레긴이 튀어나와 드래곤을 죽였다고 시구르드를 칭찬하고, 그 드래곤을 죽이기 위한 칼을 자신이 만들어 주었다며 생색을 낸다. 파프니르는 무기보다 용기가 더 중요한 것이라고 대답하고 파프니르를 죽이게 자신을 속인 레긴을 비난한다. 레긴은 파프니르의 심장을 도려내고 피를 마시고, 시구르드는 레긴이 먹으려고 하는 심장을 불에 굽는다. 그러다가 시구르드는 우연히 파프니르의 피를 마시게 되고 새들의 말을 알아듣는 능력을 가지게 된다. 그는 지혜를 얻기 위해 자신이 심장을 먹어야 하며, 레긴이 그를 배신할 것이라는 새들의 말을 엿듣는다.
시구르드는 미리 레긴의 목을 베고, 파프니르의 심장을 먹고, 레긴과 파프니르의 피를 마신다. 새들은 시구르드에게 미래의 아내 구드룬과, 그녀와의 결혼 승낙을 얻기 위해 황금의 재보를 사용해야 할 것, 그리고 감금되어 있는 발키리 브륀힐드에 대한 것들을 이야기해 준다. 시구르드는 상자 두 개를 금으로 채우고, 공포의 투구와 명검 흐로티를 챙긴다.
이 줄거리는 헨리 애덤스 벨로우스의 번역 및 주석을 참고한 것이다.